# Tour Down Under 2013
15. edycja Santos Tour Down Under odbyła się w dniach 22-27 stycznia 2013 roku. Trasa tego australijskiego, sześcioetapowego wyścigu liczyła 758,5 km. Wyścig rozpoczął się w Mawson Lakes. Meta zaplanowana została w Adelaide. Był to pierwszy wyścig należący do cyklu UCI World Tour 2013, najwyższej kategorii szosowych wyścigów kolarskich. 
Obrońca tytułu w tym wyścigu z 2012 roku Australijczyk Simon Gerrans, w tej edycji startował z nr 1. Jedynym Polakiem występującym w tym inauguracyjnym wyścigu UCI World Tour 2013 był Tomasz Marczyński w barwach Vacansoleil-DCM z nr startowym 103.

## Etapy
| Etap | Data        | Start - meta             | Dystans (km) | Zwycięzca etapu   | Lider             |
| ---- | ----------- | ------------------------ | ------------ | ----------------- | ----------------- |
| 1.   | 22 stycznia | Prospect - Lobethal      | 149          | André Greipel     | André Greipel     |
| 2.   | 23 stycznia | Mount Barker - Rostrevor | 116,5        | Geraint Thomas    | Geraint Thomas    |
| 3.   | 24 stycznia | Unley - Stirling         | 139          | Tom-Jelte Slagter | Geraint Thomas    |
| 4.   | 25 stycznia | Modbury - Tanunda        | 126,5        | André Greipel     | Geraint Thomas    |
| 5.   | 26 stycznia | McLaren Vale - Willunga  | 151,5        | Simon Gerrans     | Tom-Jelte Slagter |
| 6.   | 27 stycznia | Adelaide                 | 90           | André Greipel     | Tom-Jelte Slagter |

## Liderzy klasyfikacji po etapach
| Etap                 | Zwycięzca            | Klasyfikacja generalna | Klasyfikacja górska | Klasyfikacja sprinterska | Klasyfikacja młodzieżowa | Klasyfikacja drużynowa | Najbardziej agresywny   |
| -------------------- | -------------------- | ---------------------- | ------------------- | ------------------------ | ------------------------ | ---------------------- | ----------------------- |
| 1                    | André Greipel        | André Greipel          | Jordan Kerby        | André Greipel            | Arnaud Démare            | Lampre-Merida          | Jordan Kerby            |
| 2                    | Geraint Thomas       | Geraint Thomas         | Geraint Thomas      | Daniele Pietropolli      | Tom-Jelte Slagter        | RadioShack-Leopard     | Christopher Juul-Jensen |
| 3                    | Tom-Jelte Slagter    | Geraint Thomas         | Geraint Thomas      | Geraint Thomas           | Tom-Jelte Slagter        | RadioShack-Leopard     | Simon Clarke            |
| 4                    | André Greipel        | Geraint Thomas         | Jack Bobridge       | André Greipel            | Tom-Jelte Slagter        | RadioShack-Leopard     | Philippe Gilbert        |
| 5                    | Simon Gerrans        | Tom-Jelte Slagter      | Javier Moreno       | Tom-Jelte Slagter        | Tom-Jelte Slagter        | RadioShack-Leopard     | Thomas De Gendt         |
| 6                    | André Greipel        | Tom-Jelte Slagter      | Javier Moreno       | Geraint Thomas           | Tom-Jelte Slagter        | RadioShack-Leopard     | Geraint Thomas          |
| Klasyfikacja końcowa | Klasyfikacja końcowa | Tom-Jelte Slagter      | Javier Moreno       | Geraint Thomas           | Tom-Jelte Slagter        | RadioShack-Leopard     | –                       |

## Klasyfikacja generalna
| Poz. | Zawodnik            | Drużyna                 | Czas        |
| ---- | ------------------- | ----------------------- | ----------- |
| 1    | Tom-Jelte Slagter   | Blanco Pro Cycling Team | 18h 28' 32" |
| 2    | Javier Moreno       | Movistar Team           | + 17"       |
| 3    | Geraint Thomas      | Team Sky                | + 25"       |
| 4    | Jon Izagirre        | Euskaltel-Euskadi       | + 32"       |
| 5    | Ben Hermans         | RadioShack-Leopard      | + 34"       |
| 6    | Wilco Kelderman     | Blanco Pro Cycling Team | + 34"       |
| 7    | Gorka Izagirre      | Euskaltel-Euskadi       | + 36"       |
| 8    | Daniele Pietropolli | Lampre-Merida           | + 36"       |
| 9    | Tiago Machado       | RadioShack-Leopard      | + 38"       |
| 10   | Jussi Veikkanen     | FDJ                     | + 41"       |